# 紫蛺蝶屬
紫蛺蝶屬（学名：Sasakia）是蛺蝶科中的一屬。

## 下属物种
本属包括以下物种：
- 大紫蛺蝶 Sasakia charonda (Hewitson, 1862)
- 黑紫蛺蝶 Sasakia funebris (Leech, 1891)
- 最美紫蛺蝶 Sasakia pulcherrima

## 外部連結
- Sasakia （页面存档备份，存于） at funit.fi